# Новый Двор (Щучинский район)
Новый Двор (бел. Новы Двор) — агрогородок в Остринском сельсовете Щучинского района Гродненской области Белоруссии. До 2013 года — центр Новодворского сельсовета. Население 794 человека (2009).

## География

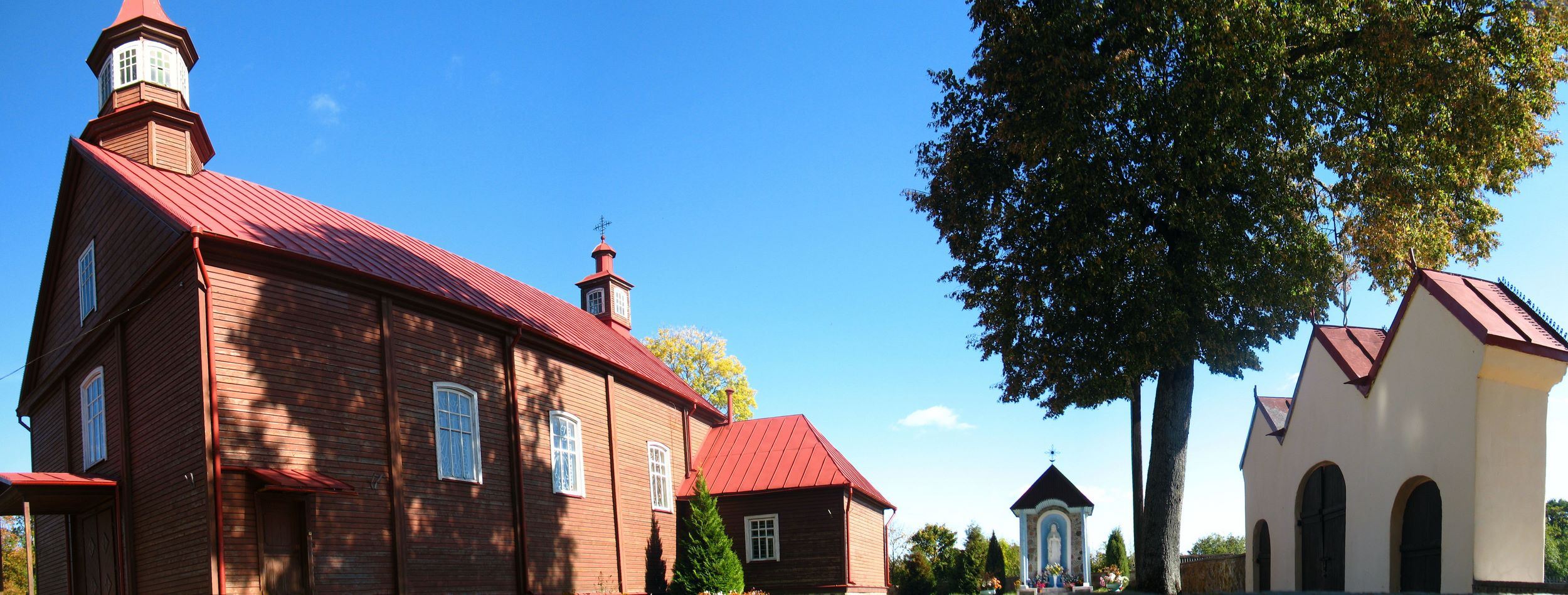

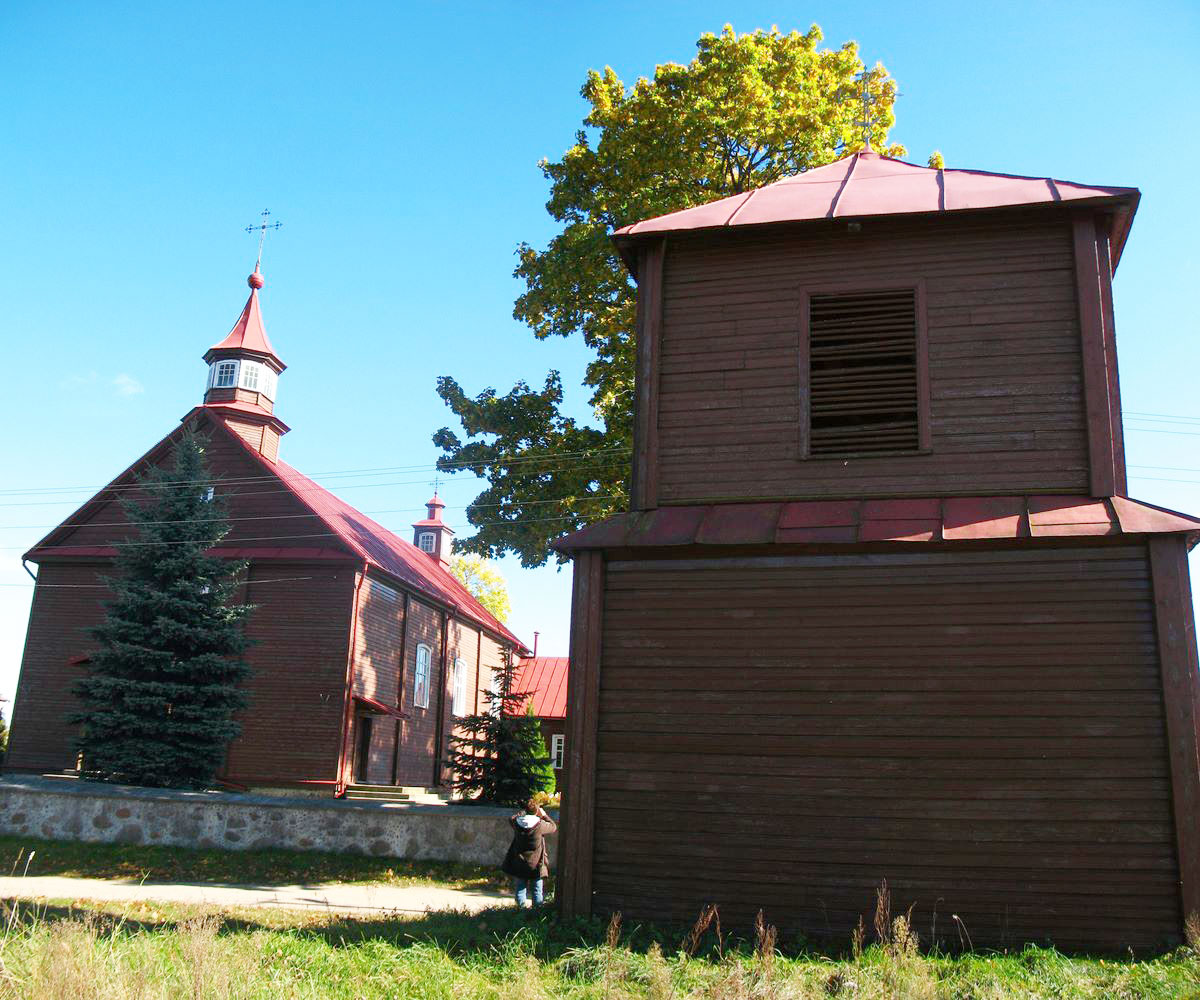
Католический храм Вознесения Девы Марии и колокольня

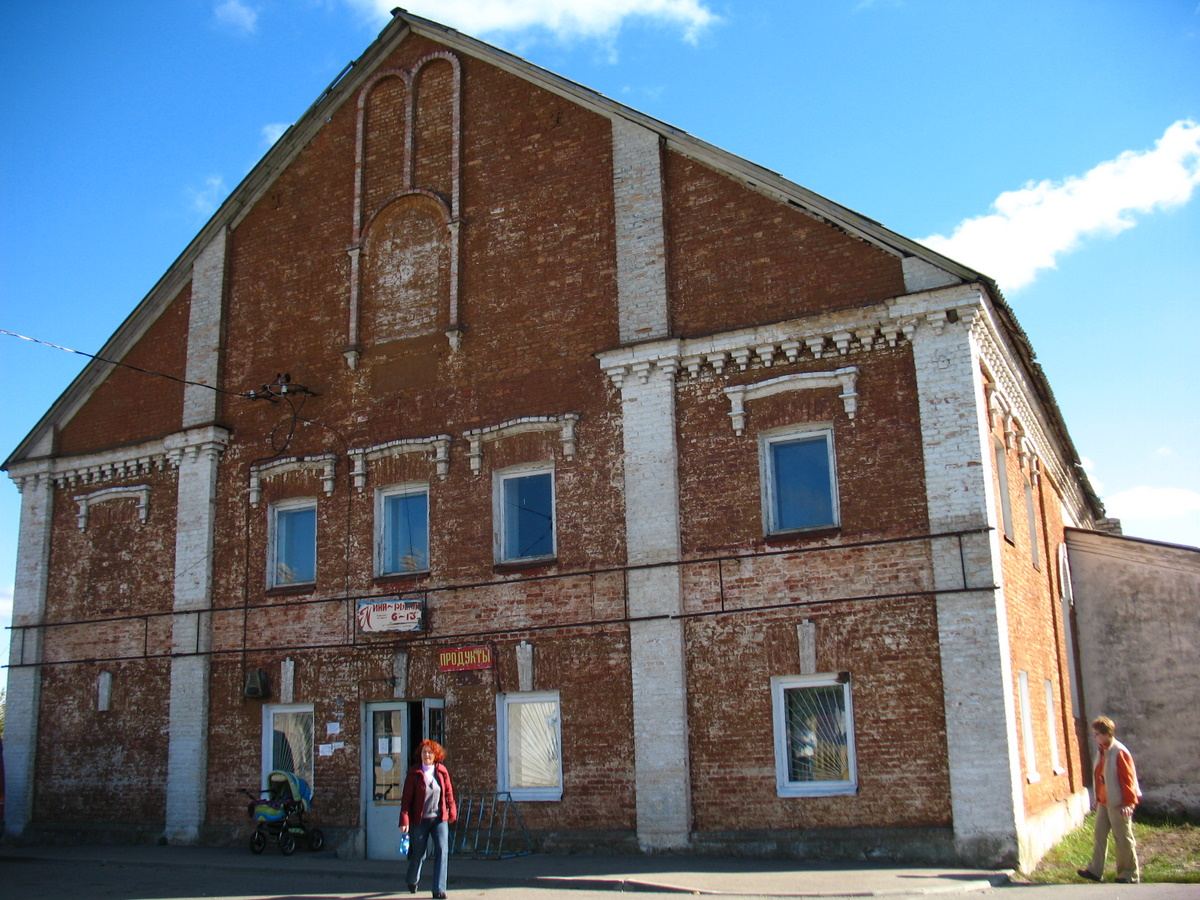
Здание синагоги

Агрогородок расположен возле реки Новодворка, в 25 км к северо-западу от города Щучин, в 9 км к северу от городского посёлка Острино и в 32 км к северо-востоку от города Скидель. Новый Двор стоит на автодороге Р-145 Гродно — Острино — Радунь.

## История
Впервые Новый двор упоминается в 1480 году, когда здесь был образован католический приход и построен деревянный костёл. В документах 1499 года есть упоминание о новодворском наместнике. В начале XVI века Сигизмунд I передал поселение епископу виленскому. В середине XVI века городок был перепланирован, здесь существовали костёл, плебания, рынок и 8 улиц, проводились ярмарки. Жители городка пользовались магдебургским правом.
Согласно административно-территориальной реформе середины XVI века Новый Двор вошёл в состав Лидского повета Виленского воеводства. C 1720 года имеет статус местечка. В 1749 году здесь построили новый деревянный католический храм, сохранившийся до нашего времени.
В результате третьего раздела Речи Посполитой (1795) Новый Двор оказался в составе Российской империи, в Лидском уезде Виленской губернии. Жители местечка принимали участие в восстании 1863 года, в окрестностях Нового Двора действовал повстанческий отряд Людвика Нарбута. В 1897 году в местечке было 822 жителя, существовали костёл, 2 молитвенных дома, часовня, водяная мельница, 3 магазина, 2 трактира. 81 % населения составляли евреи. В начале XX века для многочисленного еврейского населения Нового Двора была построена синагога (здание сохранилось).
Согласно Рижскому мирному договору (1921) Новый Двор оказался в составе межвоенной Польской Республики, где стал центром гмины Щучинского повета Новогрудского воеводства.
В 1939 году Новый Двор вошёл в БССР, с 1960 года — в Щучинском районе. В ходе Великой Отечественной войны деревня находилась под фашистской оккупацией с июня 1941 по июль 1944 года. Большая часть еврейского населения деревни была уничтожена (см. Холокост в Щучинском районе (Гродненская область)).
По состоянию на 1998 год здесь было 275 дворов и 695 жителей. В 2009 году — 794 жителя.
В 2010 году деревня Новый Двор преобразована в агрогородок.

## Культура
- Историко-краеведческий музей «Родная сторонка»

## Достопримечательности
- Католический храм Вознесения Девы Марии, памятник деревянного зодчества, 1749 год
- Синагога начала XX века
- Деревянная кладбищенская католическая часовня Святого Юрия (1882)